# Râul Câlnău, Argeș
Râul Câlnău este un curs de apă, afluent al râului Argeș. 